# マルヌ川 (フランス)
マルヌ川（マルヌがわ、la rivière de la Marne）は、フランスのパリ東部から南東部を流れる川であり、セーヌ川の支流である。全長は約514キロメートルにおよぶ。
ラングル高地に源を発し、北へ向かって流れた後、サン・ディジエとシャロン＝アン＝シャンパーニュの間で西に折れ、パリ近郊のシャラントン＝ル＝ポンでセーヌ川に合流する。
中流域のヴィトリー＝ル＝フランソワ付近にはデル＝シャントコック湖などからなるセーヌ川大湖群があり、セーヌ川、オーブ川、ソー川、エーヌ川の上中流域を含む一帯は1991年に「シャンパーニュ湿地湖沼群」としてラムサール条約登録地となった。
古代には、ガリア語でマトラ（Matra）、ラテン語でマトロナ（Matrona）と呼ばれ、訛って現在のマルヌ（Marne）になったと考えられている。
第一次世界大戦でフランスがドイツに勝利したマルヌ会戦は、この河畔で行われた。

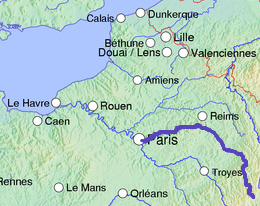
流路

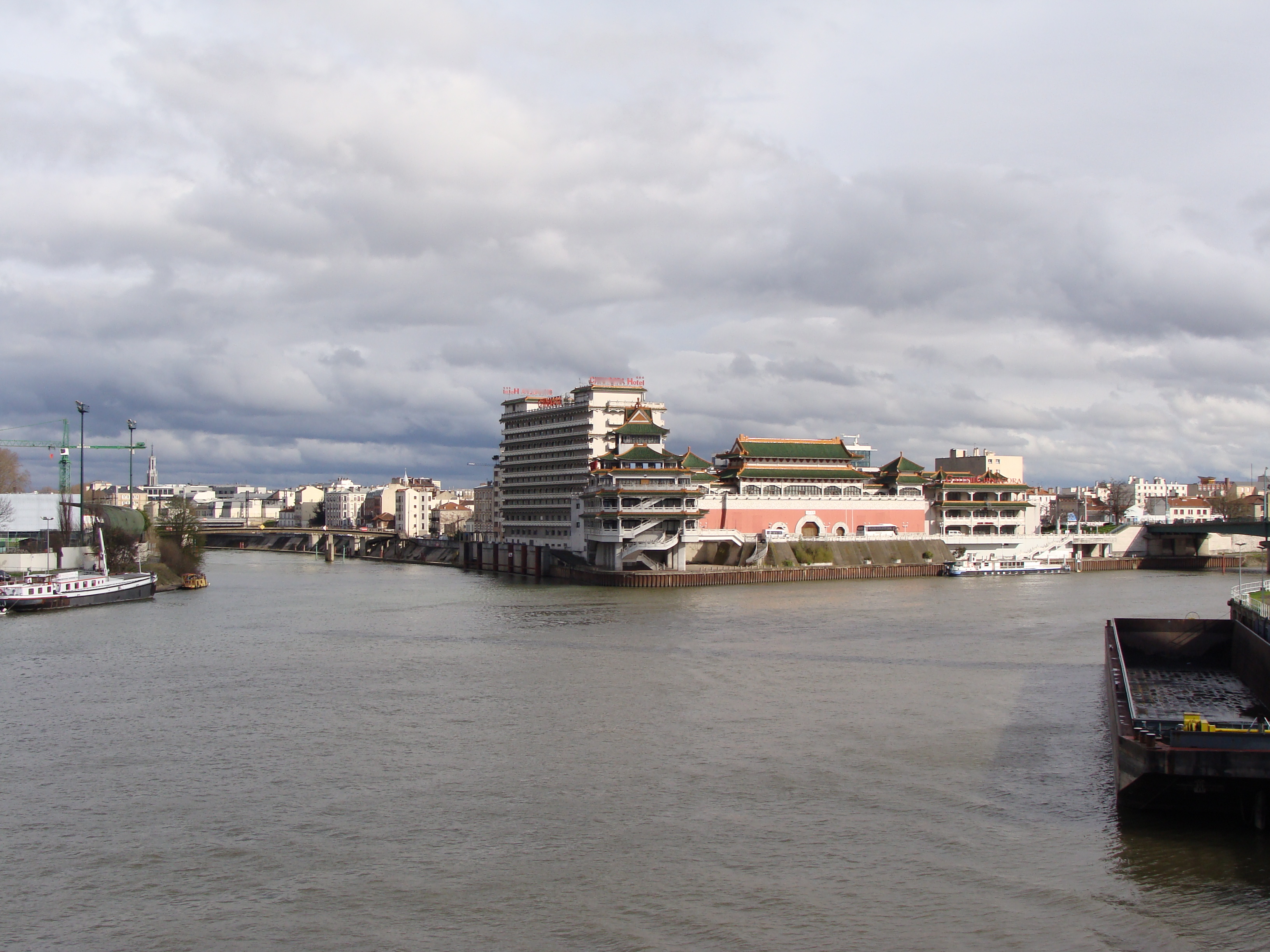
マルヌ川（左奥）とセーヌ川(右奥と手前)との合流点。中央の建物はワティアン・シナゴーラホテル